# 91 Batalion Logistyczny
 91 batalion logistyczny „Ziemi Opolskiej” im. ppłk Antoniego Gali  (91 blog) – jednostka wojskowa dyslokowana w Komprachcicach, wchodząca w skład 10 Brygady Logistycznej.

## Formowanie i zadania
91 batalion logistyczny został sformowany na podstawie Zarządzenia Nr Z-9/Org. Dowódcy Śląskiego Okręgu Wojskowego z dnia 17 marca 2008 roku w sprawie zmian w jednostkach logistycznych SOW. 91 brem sformowano na bazie 91 batalionu zaopatrzenia z jednoczesnym wyłączeniem jednostki z podporządkowania pod Śląski Okręg Wojskowy i włączenia jej w skład 10 Brygady Logistycznej. Jednostka dyslokowana jest w kompleksie w m. Komprachcice. Batalion jest przeznaczony do wykonywania działań logistycznych na rzecz 10 Brygady Logistycznej oraz jednostek wojskowych w strefie odpowiedzialności oraz zadań w ramach Polskich kontyngentów wojskowych: PKW w Iraku, PKW w Afganistanie, PKW Czad, PKW w Rumunii, PKW EU Irini.

## Tradycje
Spadkobiercy
91 blog dziedziczy i kultywuje tradycje pododdziałów i oddziałów służb kwatermistrzowskich Sił Zbrojnych II Rzeczypospolitej Polskiej. W rodowodzie nawiązuje do kolumn i dywizjonów samochodów, powołanych rozkazem Głównego Kwatermistrza Wojska Polskiego z dnia 28 marca 1919 roku. W okresie II wojny światowej rodowód sięga do kompanii transportowych i zaopatrzenia, wyposażonych w sprzęt samochodowy, a zabezpieczających działania oddziałów i związków taktycznych Polskich Sił Zbrojnych na Zachodzie.
Decyzją Nr 16/MON Ministra Obrony Narodowej z dnia 30 stycznia 2009 91 blog kultywuje dziedzictwo tradycji:
- 15 samodzielnej kompanii transportu samochodowego 1944–1945
- samodzielnego plutonu samochodowego 1945–1949
- 43 kompanii samochodowej 1949–1955
- 59 batalionu samochodowo-transportowego 1955–1962
- 59 batalionu transportowego 1962–1970
- 59 batalionu zaopatrzenia 1970–1997
- 10 batalion zaopatrzenia 1997–1999
- 91 batalion zaopatrzenia 2002–2008

 Święto, nazwa wyróżniająca, patron 
Decyzją Nr 11/MON Ministra Obrony Narodowej z dnia 12 stycznia 2011 91 blog doroczne święto obchodzi 28 marca. Jednostka przyjęła wyróżniającą nazwę „Ziemi Opolskiej” i otrzymała imię podpułkownika Antoniego Gali. 
 Odznaka 
Wprowadzona odznaka pamiątkowa 91 batalionu logistycznego ma kształt sześciokąta o bokach wklęsłych do wewnątrz o promieniu koła 15mm. Obwódka czarna jest grubości 2mm, tło zielono-granatowe symbolizujące kolejno wojska lądowe oraz barwy miejscowości gdzie stacjonuje batalion. Centralnie na środku tarczy znajdują się cyfry 9 i 1 o wymiarach 10x5mm w kolorze złotym. Poniżej tarczy umieszczono wstęgę w kolorze czarnym, o szerokości 5 mm. Na wstędze znajduje się napis „BATALION LOGISTYCZNY" w kolorze złotym, litery o wymiarach 3x2mm. Sześciokąt odznaki jest elementem „Odznaki Pamiątkowej 10 BLog” i symbolizuje podporządkowanie 91 blog pod 10 BLog. Pod tarczą umieszczono z prawej strony miecz o szerokości 6mm i wysokości 40mm. Rękojeść miecza o długości 8mm w kolorze czarnym jest zakończona głowicą w kolorze srebrnym i jest oddzielona od głowni jelcem w kształcie prostokąta w kolorze czarnym o długości 10mm. Głownia miecza od jelca do czubka przedzielona jest symetrycznie linią o grubości 0,5mm. Po lewej stronie miecza znajduje się kłos o długości 40mm i szerokości 10 mm w kolorze złotym. Górna część kłosa posiada trzy linie wzdłużne, pionowe o szerokości l mm i obniżone 0,5 mm w stosunku do płaszczyzny kłosa. Dolna część kłosa zakończono krótką 3 mm łodygą.
 Oznaka 
Oznaka rozpoznawcza 91 batalionu logistycznego ma kształt tarczy i mieści się w prostokącie o wysokości 80mm na 50mm. Wzdłuż pionowej osi tarczy przeprowadzony jest podział kolorów z lewej zielony, z prawej granat - nawiązujący do barw miejscowości Komprachcice, gdzie stacjonuje batalion. Centralnie na tle barw umieszczone są cyfry 9 i 1 o wysokości 30mm i szerokości 20mm w kolorze srebrnym dla oznak na mundurze wyjściowym, a szarym na umundurowaniu polowym. W górnej i dolnej części, nad i pod cyframi, równolegle do obwoluty umieszczone są napisy: u góry - BATALION, na dole - LOGISTYCZNY o wysokości liter 6mm i szerokości 4mm. Obwódka oznaki jest czarna o szerokości 3mm.
 Sztandar 
Postanowieniem Prezydenta Rzeczypospolitej Polskiej z dnia 7 kwietnia 2011 nadano sztandar jednostce na wniosek Ministra Obrony Narodowej ufundowany przez Komitet Honorowy Fundatorów Sztandaru. 20 maja 2011 sztandar dla dowódcy 91 blog wręczył wiceminister obrony narodowej Czesław Piątas.
Płat sztandaru ma wymiar 75 x 75 cm i jest wykonany z białej tkaniny z wszytym centralnie krzyżem kawalerskim z tkaniny czerwonej. Barwy sztandaru są zgodne z barwami Rzeczypospolitej Polskiej. Prawy bok sztandaru wszyty jest w białą skórę, która po każdej stronie płata przymocowana jest do drzewca 7 gwoździami z białego metalu. Pozostałe boki sztandaru obszyte są złotą frędzlą o długości 5 cm. Na płacie sztandaru, pośrodku krzyża kawalerskiego w czerwonym kręgu znajdują się dwie gałązki wawrzynu, ułożone w kształcie wieńca otwartego w górnej części, haftowane złotym szychem. Wewnątrz wieńca umieszczony jest wizerunek orła białego, ustalony ustawą z dnia 9 lutego 1990 r. o zmianie przepisów o godle, barwach i hymnie Rzeczypospolitej Polskiej (Dz. U. Nr 10 z dnia 09 lutego 1990 r., poz. 60) – z głową zwrócona do drzewca, haftowany srebrnym szychem; korona, dziób i szpony są haftowane złotym szychem. Pomiędzy ramionami krzyża kawalerskiego, w rogach płata, są umieszczone wieńce wawrzynu oraz w ich polach liczba „91”, haftowana złotym szychem.

## Zadania
Podstawowe zadania 91 blog:

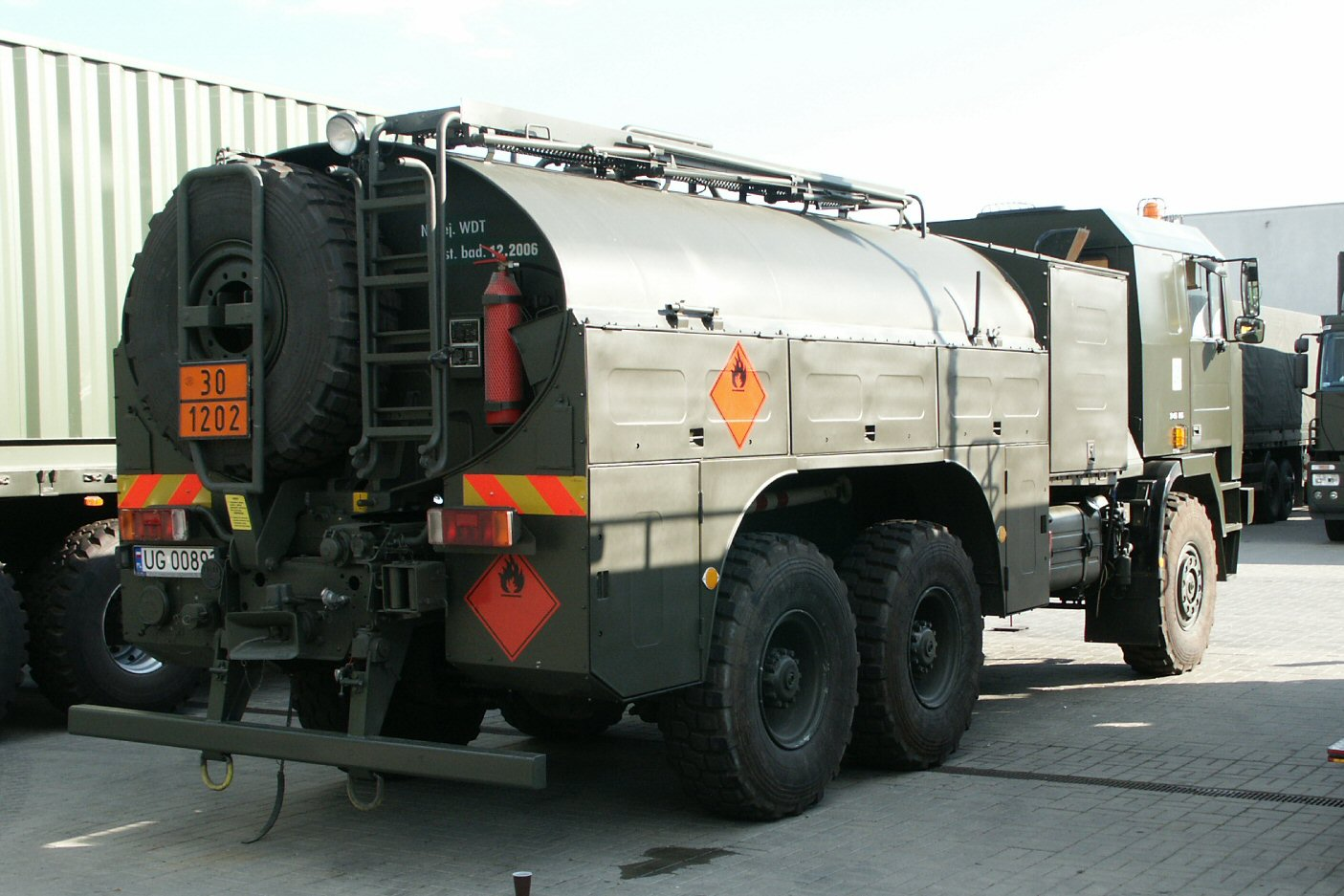
Jelcz 662 cysterna wojskowa na wyposażeniu kp zaopatrzenia 91 blog

- zabezpieczenie logistyczne jednostek wydzielonych do działań poza granicami kraju (PKW);
- organizacja i planowanie dowozu środków bojowych i zaopatrzenia do jednostek wojskowych we współpracy z bazami i składami materiałowymi;
- wspieranie wojsk operacyjnych w czasie zagrożenia, kryzysu i wojny zgodnie z planem operacyjnym;
- realizacja zadań transportowych w zakresie przewozu środków zaopatrzenia materiałowego z Rejonowych Baz Materiałowych, jednostkom w jej rejonie odpowiedzialności;
- zabezpieczenie logistycznie sił wydzielanych do zwalczania skutków klęsk żywiołowych i katastrof;
- realizacja zadań związanych z pandemią koronawirusa;
- realizacja zadań związanych z bieżącą obsługą wojsk stacjonujących na obszarze odpowiedzialności.

## Struktura organizacyjna[10]
- dowództwo

- sztab
  - sekcja personalna S-1
  - sekcja operacyjna S-3
  - sekcja logistyki S-4
- sekcja wychowawcza

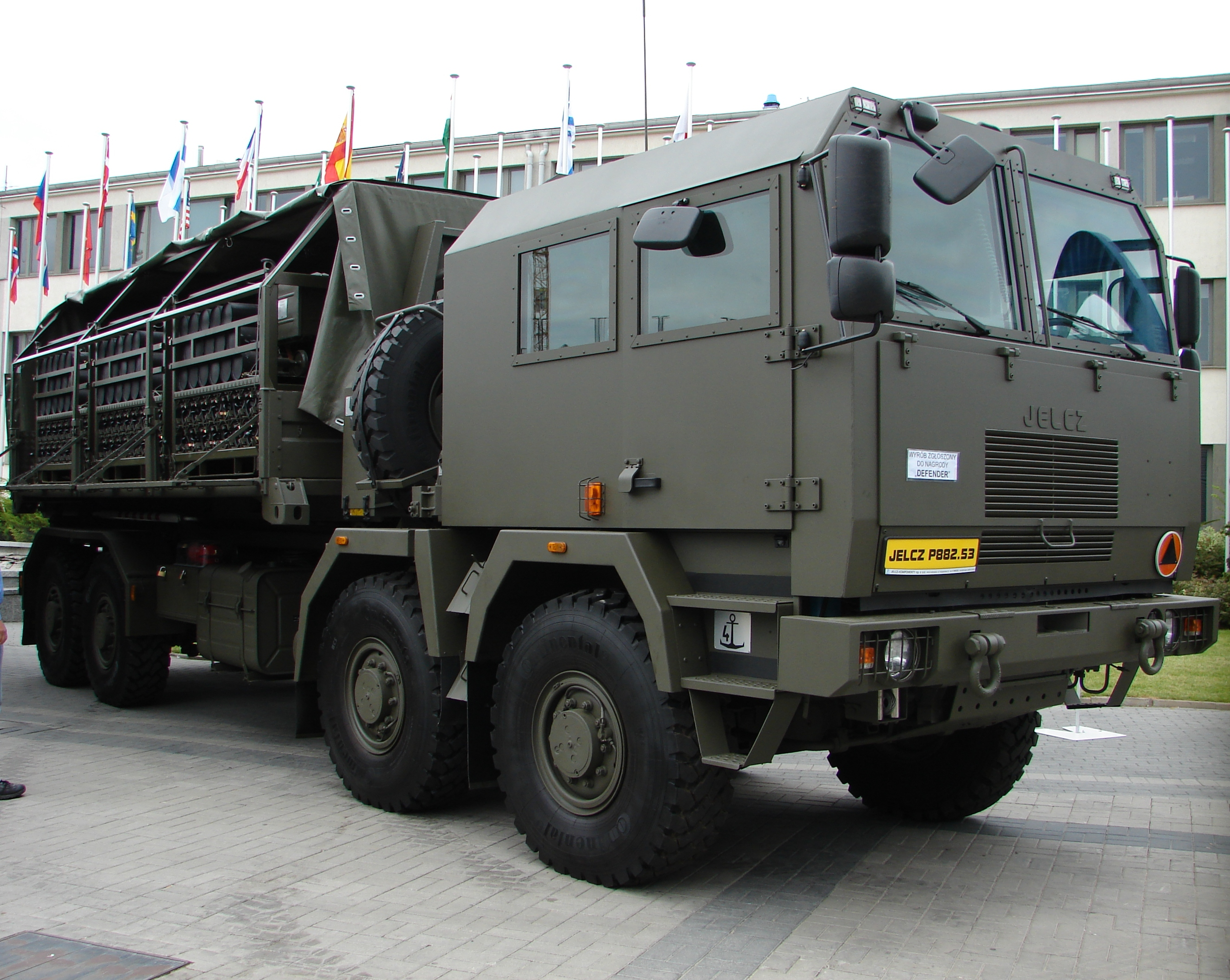
Jelcz ciężarówka wojskowa na wyposażeniu kp zaopatrzenia 91 blog

- pion ochrony informacji niejawnych
- pluton dowodzenia
- kompania zaopatrzenia
- kompania remontowa
- zespół zabezpieczenia medycznego

## Dowódcy
W latach 2009 do 2024 dowódcy batalionu:
- ppłk Jan Franków (2009–2013)
- mjr/ppłk Wiesław Zawiślak (2013–2016)
- ppłk Arkadiusz Serówka (2016–2020)
- ppłk Krzysztof Maziarz (2020–2022)
- ppłk Daniel Krzywiński (2022–obecnie)